# إنتيلودونت

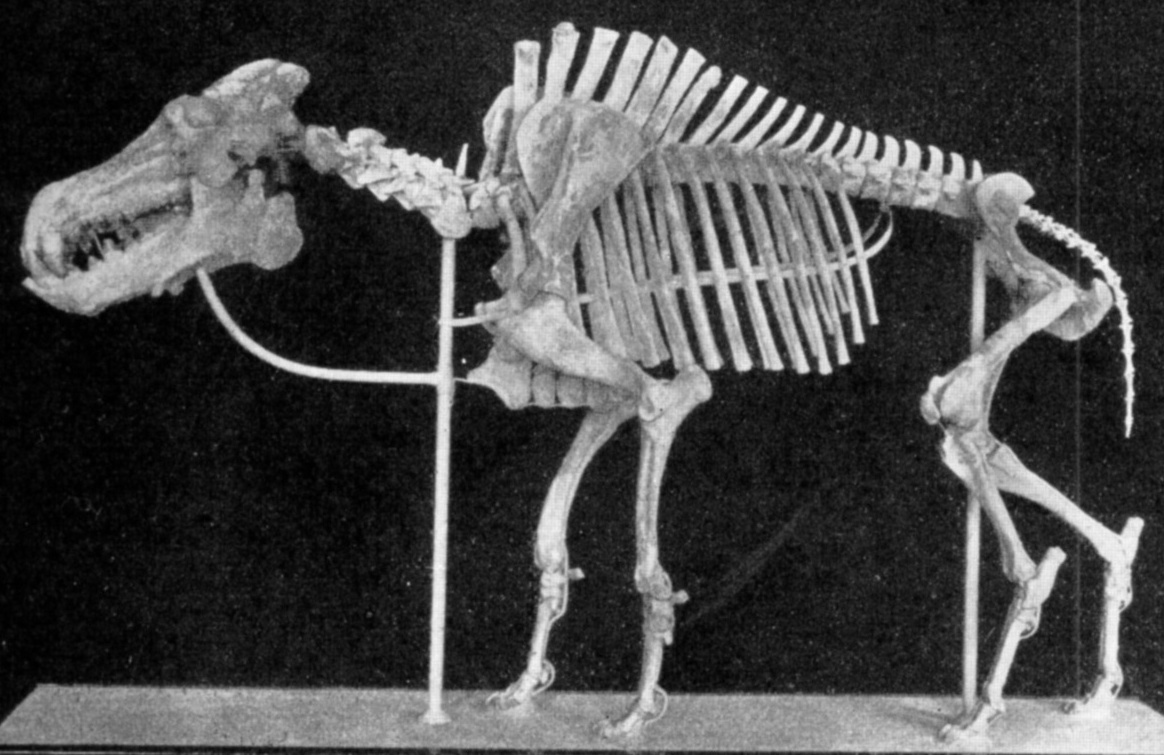
هيكل عظمي لأنتيلودونت الداينوهيوس

الأنتيلودونت (الاسم العلمي: Entelodont) هي أسرة منقرضة من الخنازير عاشت من عصر الأيوسيني إلى العصر الميوسيني وعاشوا في أمريكا الشمالية وأوروبا وآسيا و هي حيونات قارتة وفي الغالب كانت لواحم ضارية و من أنواعه الأركيوثيريوم و الداينوهيوس كانو يصطادون فرائس صغيرة أو يتطفلون على مخلوقات صيادة آخرى مثل الهاينودون , يظهر الأنتيلودونت في بعض الوثائقيات مثل برفقة الضواري أوبرفقة حيوانات ماقبل التاريخ بالأنجليزية : walking with beastsمن البي بي سي ومفترسات ما قبل التاريخ Prehistoric predators من ناشونال جيوغرافيك.